# Megaselia tubuliventris
Megaselia tubuliventris är en tvåvingeart som beskrevs av Bridarolli 1951. Megaselia tubuliventris ingår i släktet Megaselia och familjen puckelflugor. Inga underarter finns listade i Catalogue of Life.